# Экслибриум
«Эксли́бриум» — серия фэнтезийных комиксов о приключениях молодой девушки Лилии Романовой в мире литературных магов, публиковавшаяся российским издательством Bubble Comics с октября 2014 по декабрь 2018 года. Автором комикса, как и сценаристом почти всех выпусков серии, является Наталия Девова. Иллюстрации для большинства выпусков рисовали поочерёдно Андрей Родин и Алина Ерофеева, однако начиная с ноября 2016 года над оформлением комиксов стали работать уже другие художники: Константин Тарасов, Юлия Журавлёва и Марина Привалова. В октябре 2019 года выходит продолжающая оригинальную историю Bubble серия «Экслибриум: Жизнь вторая».
Действие комикса разворачивается в Москве. Главная героиня серии, увлечённая поп-культурой девушка-подросток Лилия Романова, которая случайно попадает в Орден книгочеев. Основная задача Ордена — защита границ между нашей повседневной действительностью и миром художественных произведений. При Ордене Лилия обучается, и в конце концов становится магом книгочеем, овладев в полной мере своими сверхъестественными способностями: возможностью испускать разрушительные лучи из глаз и рта. В Ордене девушка знакомится с другими учениками; вместе они противостоят злодеям и занимаются решением проблем, связанных, главным образом, с побегом литературных персонажей из книг.
Критики встретили «Экслибриум» крайне благосклонно, положительно восприняли концепцию комикса, включая его проработанный мир, сюжет и саму идею «литературной магии», а также рисунки Андрея Родина и Алины Ерофеевой. Однако сетовали на затянутость сюжетной линии первого выпуска и переизбыток референсов на популярную культуру. Образ Романовой рецензентам показался неоднозначным, поскольку одни отмечали, что читателю будет легко ассоциировать себя с персонажем, а другие посчитали героиню типичным примером «гика-социофоба».

## Сюжет

### Сеттинг
Действие комикса происходит в современной Москве. Сюжет закручен вокруг таинственного Ордена книгочеев, объединяющего магов для охраны границ между реальным и литературным мирами. Главным образом их деятельность заключается в поимке сбежавших из книг литературных персонажей, причиняющих ущерб окружающей среде, вследствие вызванной в условиях объективной реальности мутации. Книгочеями могут стать совершенно обычные люди, случайно заразившиеся чернилами литературных произведений. Однако адептам Ордена прежде необходимо ограничить передвижения поражённого чернилами человека, который начинает привлекать внимание книг, буквально «выплёвывающих» из себя всё содержимое в реальный мир. Далее человек обязан пройти испытание в Костяном доме — астральном месте, где обитают напоминающие тени существа. Если в схватке одерживают верх тени, тогда чернила поглощают человека и он становится библиотенью — маленьким прислуживающим книгочеям фантомным существом, а все, кто знал человека до превращения, забывают его. Если же побеждает человек, тогда он приобретает возможность контролировать чернила внутри себя. В ходе испытания также определяется цвет чернил, что сказывается на магических способностях, которые приобретает новоявленный книгочей. Всего существует десять цветов: красный, оранжевый, жёлтый, зелёный, голубой, синий, фиолетовый, серый и чёрный с белым (которые являются особенными), а также их оттенки. С помощью первых восьми можно воздействовать различным образом на субъективную реальность литературных произведений, в то время как чёрный и белый позволяют пользователям (способности как чёрного, так и белого цветов можно использовать только вкупе с противоположным колером, то есть для их активации потребуются два мага; по отдельности чёрный и белый не могут использоваться) контролировать и настоящую реальность, открывая перспективы к безграничным возможностям. Поэтому Орден книгочеев охотится за магами монохромных цветов, чья участь в случае поимки — казнь.
Ордену книгочеев принадлежат Библиотеки, представляющие собой штаб-квартиры, а также места обучения новых магов. В одной из таких Библиотек, Настоящей Московской Библиотеке, и разворачивается основное действие «Экслибриума». В каждой Библиотеке есть свой управляющий, напоминающий директора школы, а также преподаватели. Все Библиотеки подчиняются совету Ордена книгочеев, именуемому Кругом. В Круг входят четыре человека и равное им количество старших библиотеней (особый вид библиотеней, более разумный и более могущественный, чем их «мелкие» собратья). На совете Круга его участниками решаются глобальные проблемы кризиса Библиотек.

### История
Сюжетная линия первого рассказа «…И дверь откроется» повествует о попадании главной героини серии, Лилии Романовой, в Орден книгочеев, задачей которого является охрана границ между реальным миром и миром художественных произведений. По заданию Ордена двое его магов — обычный человек Александр Алиновский вместе с оживлённым художественным персонажем Артуром — преследуют сбежавших из книги Красную Шапочку и Волка в попытке вернуть их обратно. На пути Красной Шапочке попадается шедшая на подготовительные занятия в институт девушка Лиля, которая невольно оказывается в гуще событий. Подоспевшие Александр и Артур спасают Лилю от Волка, успевшего съесть Красную Шапочку и её бабушку, также попавшую в реальность. Вместе им удаётся остановить буйного литературного персонажа и вернуть беглецов обратно в книгу.
Впоследствии Лиле пришлось пройти процесс «закрытия» — ритуал, предназначенный для выведения попавших внутрь человека чернил, из-за которых к нему начинают притягиваться книги (сюжет «Костяной дом»). Во время ритуала героиня попадает в иную реальность, где перед ней предстаёт дом из костей. Вдруг на Лилю начинает нападать собственная тень. Не без проблем ей удаётся прийти в сознание и вывести из себя чернила, после чего Ангелина Евгеньевна, возглавляющая Московскую библиотеку (штаб Ордена), предлагает Лиле обучаться в Ордене книгочеев, и девушка соглашается.
Далее Лиля впервые участвует в задании по поимке сбежавших из книг персонажей, узнаёт тонкости работы Ордена, а также то, что библиотени — с виду безобидные помощники книгочеев — ранее были людьми, которым не удалось пройти обряд инициации в Костяном доме (сюжет «Благими намерениями»). Позже в сюжетной линии «Меж трёх огней» ученики Ордена книгочеев помогают членам Магического чрезвычайного комитета выследить неизвестного в капюшоне, использовавшего «Молот ведьм», древний и могущественный фолиант, при нападении на штаб дружественной организации. После схватки с грозным духом инквизитора, находившемся внутри книги, книгочеи собираются на суд над сбежавшими ранее персонажами. Хотя книгочеям удаётся выведать интересующую их информацию, из-за долгого пребывания вне книги видоизменяется один из персонажей, и Якову, члену Круга, в итоге приходится убить мутанта (сюжет «Суд»).
Жестокое убийство оставляет отпечаток на душе у Лили, и чтобы успокоить девушку и объясниться, Александр решает рассказать печальную историю, приключившуюся с ним полгода назад (сюжет «Соль на рану»). В канун Нового Года наткнулся он на необычного персонажа — девушку-воительницу Агату. Она часто выходила из своей книги, осознавая, что является её персонажем, просто прогуляться по иному для себя миру. Поначалу Саша предостерегал Агату, объясняя необходимость возвращения и последующего запечатывания книги, вследствие чего все её воспоминания о внешнем мире должны были исчезнуть. Девушка соглашалась, однако проникнувшийся уважением и сочувствием к персонажу, которому раз за разом приходится проживать момент своей смерти в книге, Саша попытался помочь ей остаться в реальном мире. Ситуация вышла из-под контроля: героиня стала мутировать, а попытка вернуть её в книгу обернулась провалом — из романа начали вылезать остальные герои, также мутировавшие. В конечном итоге вторжение удалось остановить, однако тогда погиб друг Саши и многие другие книгочеи.
Помимо основной сюжетной линии присутствует и побочная, рассказывающая историю Киры, мага монохрома и обладателя чёрных чернил; Никиты, книгочея с красными чернилами; Лизы, обычного человека; её дяди, Николая; другой версии книжного персонажа Агаты; и книгочея Владимира, убившего брата Киры, Кая. История начинается с того, что Никита и Лиза успешно находят и захватывают Владимира, после чего доставляют в дом к Николаю и Кире, и запирают его там. Как выясняется, Владимир отслеживал и убивал магов монохрома; одной из его жертв стал брат Киры, Кай (сюжет «Моно»). В плену Владимира допрашивают, чтобы узнать, куда он подевал принадлежащий Каю белый цвет, один из тонов монохрома. После многих неудачных попыток выведать из него правду, Кира придумывает план: она пишет рассказ, который позволит ей заглянуть в воспоминания Владимира. Они попадают внутрь рассказа, и пока Кира путешествует по воспоминаниям Владимира, персонажи рассказа медленно начинают мутировать. Узнав необходимую информацию, Кира и её сотоварищи поспешно ретируются из мутировавшего рассказа. Оказывается, Владимир мог передать цвет Кая юной Лиле Романовой, так как раньше он был её наставником (сюжет «Невинная история»).
Эти две сюжетные линии пересекаются ближе к концу серии, в сюжетах «Сказочке конец», «Переворот», «Возвращение», «Светлая полоса». Узнав о том, что Лиля может быть обладательницей белого цвета, Никита и Лиза подстраивают ловушку, в которую в результате попадают другие книгочеи. После непродолжительного сражения, книгочеи и Никита погибают, и лишь Лиза остаётся в живых. Поэтому Кира предпринимает другой план: врывается в здание Настоящей Московской Библиотеки, пленит всех книгочеев и глав Круга, и устраивает собственный суд. Оказывается, утверждённый Орден книгочеев восполняют люди Костяного дома, который является ничем иным, как обществом Древних магов — самых первых книгочеев. Для поддержания могущества, им требовалась энергия чернил, находящаяся в заражённых людях; тогда как Кира и Кай, которых использовали книгочеи для достижения цели, оказывали определённое воздействие на человека, чтобы получился желаемый цвет. Охотившийся за Кирой Владимир, передавший цвет Кая Лиле, заключил союз с Ангелиной Евгеньевной. Она подстроила попадание Лили в Орден книгочеев, чтобы иметь около себя держателя белых чернил. В соответствии с их планом, после того как были найдены чёрные чернила, Владимир и Ангелина использовали бы силу монохрома, чтобы вырваться из-под контроля Круга. Закончив рассказ, Кира просит Лилю помочь уничтожить Костяной дом, чтобы высвободиться от его влияния, после чего все лишаться чернил и, соответственно, суперспособностей. Лиля соглашается и передаёт Кире свои белые чернила. Успешно совершив затеянное, Кира подвергается нападению Агаты. Агата убивает Киру и забирает её чернила вместе со способностями. Так как все герои с цветными чернилами потеряли свои способности, единственным кто сохранил суперсилы стала Агата. Она предстаёт перед бывшими книгочеями и объявляет, что будет мстить людям за все невзгоды, которые пришлось терпеть литературным персонажам.

### Основные персонажи
- Лилия Романова — главная героиня серии, любительница поп-культуры во всех её проявлениях. Учится на первом курсе вместе с Александром, Ингой и Матвеем[17]. Вследствие частых переездов родителей из города в город у их дочери не было постоянных друзей, что сказалось и на её социальных навыках, а также стало причиной появления у неё комплексов и обсессивно-компульсивного расстройства[18]. Несмотря на то, что временами может впасть в депрессию и закрыться в себе, она довольно храбрая девушка и не бросает друзей в беде[19]. Цвет её чернил — жёлтый, что даёт ей возможность испускать из глаз и рта разрушающие лучи[20].
- Александр Алиновский — один из учеников Настоящей Московской Библиотеки и один из первых книгочеев, встреченных Лилей. Угрюм и рассудителен. Среди прочих учеников Библиотеки ранее выделялся скептическим отношением к устоям Ордена книгочеев; в конечном итоге из-за своего скептицизма Александр допустил трагедию, унёсшую жизни многих магов Ордена, что заставило его сильнее других чтить и следовать установленным правилам[6][7][8]. Цвет его чернил — серый[20], что позволяет ему управлять камнем[21].
- Инга Шелковиц — ученица Настоящей Московской Библиотеки. Была заражена чернилами одновременно с Александром и вместе с ним попала в Орден книгочеев[20]. Добродушная, но местами может быть жёсткой со своими друзьями, когда те не верят в себя[19]. Гиперактивна, что отсылает к её сверхспособности — возможности передвигаться на высокой скорости, благодаря цвету её чернил — голубому[19].
- Матвей Корецкий — ученик Настоящей Московской Библиотеки. Довольно отстранённый человек, любит язвить, всегда говорит, что думает, из-за чего среди учеников Библиотеки заслужил репутацию беспечного юноши, доставляющего проблемы[21]. Цвет его голубой, однако свои способности он использует иначе, чем Инга: вместо суперскорости он использует магию голубых чернил для того чтобы летать[21].
- Артур (также известен как Соловей) — преподаватель в Настоящей Московской Библиотеке[22]. Оживлённый литературный персонаж книги, написанной Ангелиной Евгеньевной[20]. Он единственный маг Ордена книгочеев, являющийся оживлённым персонажем, и исключением из правил книгочеев относительно персонажей[К 3][20]. По характеру очень добродушен, даже к врагам, оптимистичен и беспечен, что временами создаёт ошибочное впечатление о его наивности. Имеет привычку носить шлёпанцы на босу ногу. Будучи литературным персонажем, не нуждается в пище и воде, не испытывает боли, обладает возможностью регенерации[22].
- Ангелина Евгеньевна — глава Настоящей Московской Библиотеки; для учеников она вроде директора школы[20]. Написала Артура в девятилетнем возрасте[23]. Строга, но справедлива. Каждый раз сильно переживает за учеников, в то время как они выполняют смертельно-опасную миссию, и часто помогает им выпутаться из сложной ситуации[23]. Пытается бросить курить[24]. Может телепортироваться к нынешнему местонахождению книгочея или персонажа, используя каплю его чернил[23]. Цвет и соответствующие способности неизвестны.
- Кира — главная героиня параллельной сюжетной линии. Она — единственный оставшийся в живых маг монохрома, использующая силу чёрных чернил, которая позволяет ей изменять объективную реальность. Её целью является нахождение белых чернил, ранее принадлежавших её убитому брату Каю[11].

## История создания

### Авторский состав
Если говорить о том, как серия изменилась, то я могу сказать, что я, судя по всему, не дала редакции то, чего от меня хотели, — той самой лёгкой, весёлой серии в сеттинге городского фэнтези, потому что я просто не могу постоянно писать такое. Меня постоянно сносит в какие-то жестокие вещи, потому что это заставляет работать моё воображение. «Экслибириум» начинался как: «Наташа, напиши нам добрую, приключенческую серию», на что я ответила «Хорошо». И продержалась два выпуска (смеётся). А потом у нас уже началась расчленёнка и «что может быть более объединяющим, чем непреднамеренное двойное убийство». Я не знаю, насколько это плохо — у «Экслибриума» сложилось своё коммьюнити, которое очень толерантно к тому, что я делаю с серией (спасибо им за это огромное). Но мне кажется, что комикс стал немножко не тем, каким он изначально планировался — опять же, я не могу сказать, что это плохо.
В 2014 году российским издательством Bubble Comics, выпускавшим к тому времени четыре оригинальных комикса, было принято решение расширить свою линейку двумя новыми сериями: ими стали «Экслибриум» и «Метеора». В издательстве долгое время не могли определиться с названием для комикса. Как писал главный редактор Bubble Роман Котков в одном из сборников выпусков «Экслибриума», изначально предполагалось название «Экслибрис», однако от него пришлось отказаться, так как оно уже было зарегистрировано ранее. Среди других вариантов значились от «Книгочеев» до «Флёр Де Лис». В конечном итоге было утверждено название «Экслибриум», идея которого принадлежала дизайнеру Bubble Денису Попову. «Экслибриум» — контаминация от латинского «экс либрис» (лат. Ex libris; из книг) и английского «эквилибриум» (англ. Equilibrium; равновесие, баланс). Разнятся комментарии создателей относительно изначальной направленности комикса. Девова утверждает, будто сначала серия преподносилась как комикс для женской целевой аудитории; в соответствии с заявлением Габрелянова, предполагалось наличие и женского главного персонажа и мужского, как «ученицы и учителя», но чтобы увеличить количество центральных женских персонажей в линейках издательства было принято решение сфокусироваться на Лилии, а другому персонажу отвести второстепенную роль.
Работа над «Экслибриумом» была доверена сценаристке Наталии Девовой и художнику Андрею Родину. Наталия Девова на тот момент уже два года занималась сюжетом для серии комиксов «Инок», начиная с кроссовера «Инок против Бесобоя». По её словам, первоначально сценарии приходилось писать по синопсисам: «мне давали краткий пересказ главы, я расписывала его в полноценный сценарий». С течением времени работодатели предоставляли Девовой всё больше творческой свободы, что в конечном счёте вылилось в создание собственной серии. Согласно генеральному директору Bubble Артёму Габрелянову, идея «Экслибриума» принадлежала ему, а развилась она в полноценную серию уже под редакцией Наталии Девовой и Евгения Федотова, другого сценариста. Выбор Андрея Родина в качестве художника принадлежал Девовой, которая долгое время добивалась от руководства разрешения работать в тандеме именно с ним. Впоследствии Родина сменила Алина Ерофеева, давняя знакомая Девовой, с которой у неё были совместные проекты до работы в Bubble.

### Дизайн персонажей

Концепт-арт логотипа и ранние варианты образа Лилии Романовой. Художники: Денис Попов (логотип), Евгений Федотов (Лилия)

В процессе создания и проработки персонажи претерпевали порою сильные изменения. Так, сама Лиля изначально была светловолосой и носила имя Катя Одинцова, а её гардероб состоял из повседневной одежды и аксессуаров из любимых героиней видеоигр. Несмотря на кардинальные изменения в облике Лили, она по-прежнему олицетворяла собой девушку-гика, далёкую от насилия. Характерными особенностями её нового внешнего вида стали густые брови, длинный и острый нос, чёрные глаза. Девова также планировала добавить девушке щербинку между передними зубами, однако коллеги отговорили её. Сложности вызвал подбор причёски: так как длинные волосы были у двух главных героинь других серий издательства, Красной фурии и Метеоры, Девова решила сделать упор на коротких и полудлинных прямых волосах, однако ни один из предложенных Андреем Родиным вариантов не получил её одобрения. По словам Девовой, окончательный вариант — кудрявые волосы — предложила Анастасия Ким, основная художница серии «Майор Гром». Одежда героини осталась такой, какой её изначально хотела видеть автор: блузка с принтом на рукавах, джинсы с высокой талией, чёрная шляпа.
Александр и Артур первоначально имели более классический стиль одежды, состоящий из пиджаков, строгих костюмов, который впоследствии изменился на современный и повседневный. В меньшей степени изменения во внешности затронули Александра. Его гардероб преимущественно заполнили вещи чёрного цвета, в отличие от одежды более светлых тонов Артура. Андрей Родин, руководствуясь данным ему Наталией Девовой описанием («эксцентричный и яркий напарник Саши»), сделал Артура человеком примерно среднего возраста, с короткими усами и небритостью, заглаженными назад волосами, собранными в конский хвост, прежде чем персонаж приобрёл окончательный вид (светлые волосы, высокий рост и худощавое телосложение). Образ Ангелины Евгеньевны был утверждён буквально с первых скетчей. Увидев их, Роман Котков сравнил персонажа с американской актрисой Джессикой Лэнг, известной по сериалу «Американская история ужасов». Поначалу Девова настаивала на короткой стрижке, однако коллеги отклонили её просьбу, и персонаж получил вьющиеся волосы средней длины, однако уже в 25 выпуске героиня появляется с короткой стрижкой.

### Издание

Обложка сборника Exlibrium: Book One — …And The Door Will Open. Художник: Нина Вакуева

Впервые серия «Экслибриум» вместе с «Метеорой», другой линейкой издательства Bubble Comics, были презентованы на Comic-Con Russia в начале октября 2014 года. Первый выпуск комикса увидел свет 20 октября того же года; последующие издания «Экслибриума» как правило также датировались двадцатыми числами, но имели место исключения, потому что некоторые выходили на несколько дней раньше обычного срока, а другие — на день позже. Кроме того, выпуски, чаще всего приуроченные к фестивалям, либо являющиеся эксклюзивом для некоторых магазинов комиксов, имели дополнительный тираж с иной вариативной обложкой. Исключением является лишь допечатка первого выпуска, которая не была приурочена к какому-либо событию и не считалась эксклюзивом. Четвёртый выпуск стал единственным в серии, в котором представлены сразу два сюжета: продолжение арки «…И дверь откроется», а также отдельная история об Александре и Артуре. Номера с 14 по 17 входили в сюжет кроссовера «Время Ворона», однако в самой одноимённой мини-серии герои «Экслибриума» представлены не были. 34 номер издавался в альбомном формате — комикс печатался горизонтально, поперёк страницы. 28 октября 2015 года выходит первый номер «Экслибриума» в американском интернет-магазине цифровых комиксов ComiXology. К настоящему времени на английском языке вышло 13 номеров. В декабре 2018 года, вместе с выходом 50 юбилейного выпуска комикса, издательство объявило о закрытии серии. 21 апреля 2019 года вышел ваншот спин-оффа «Экслибриум. Чистый лист», рассказывающий предысторию некоторых второстепенных персонажей. Пилотный выпуск серии-продолжения «Экслибриум: Жизнь вторая» был представлен на Comic-Con Russia 3 октября 2019 года. В начале августа 2021 года состоялся выход второго спин-оффа «Экслибриум: Красная строка», также посвящённому второстепенным персонажам серии. Действие «Красной строки» происходит до событий «Жизни второй».
Первого октября 2015 года вышел первый том комикса, собравший в себе первые пять выпусков. Впоследствии другие номера также выходили в составе сборников. Каждый том получал допечатку с альтернативной обложкой. Помимо самих комиксов в издания были включены дополнительные материалы: комментарии создателей, скетчи и зарисовки персонажей, локаций, эскизы обложек и их неиспользованные варианты. 24 мая 2016 года издательством Bubble Comics была инициирована краудфандинговая кампания на площадке Kickstarter по сбору средств для выпуска сборника на английском языке в печатном формате. Планировалось собрать сумму в размере 10 000 долларов, в итоге получилось вдвое больше — 24 554 долларов США. В состав сборника вошли номера с первого по восьмой, а также дополнительная история, созданная специально для англоязычного издания. В 2015 году компанией Cosmodrome Games по мотивам «Экслибриума» была создана и выпущена карточная игра.

## Восприятие
Критики удостоили «Экслибриум» преимущественно положительными отзывами. Комикс хвалили главным образом за оригинальную идею и интересный сюжет, а сама серия неоднократно называлась лучшей работой Bubble Comics. Среди прочих плюсов также выделялись проработанный вымышленный мир, харизматичные персонажи и приятный рисунок. Неоднозначную реакцию критиков вызвала главная героиня «Экслибриума» Лилия Романова. Её назвали довольно приземлённым персонажем, с которым читателю будет легко ассоциировать себя, и наоборот, типичным примером «гика-социофоба». К минусам причислялись затянутость первого вводного сюжета и переизбыток референсов на популярную культуру.
Александр Стрепетилов, рецензент журнала «Мир фантастики», назвал «Экслибриум» наиболее самобытной линейкой Bubble Comics и предположил, что комикс придётся по душе скорее фанатам «Гарри Поттера» или «Доктора Стрэнджа», чем поклонникам обычных супергеройских комиксов. Среди минусов Стрепетилов выделил чрезмерно большое количество отсылок и затянутость первого вводного сюжета. Обозреватель от сайта Geek-Freak.Ru хвалил комикс за хорошую проработку внутреннего мира, рисунки и харизматичных персонажей. Похвалы удостоился и экшен, хотя отмечалось недостаточное его количество. Павел Борченко из Geekster расхваливал комикс за те же составляющие, отмечая детальную проработку характера главной героини, максимально приближенного к поведению сверстников в реальной ситуации: она реагирует так, как собственно и читатель, окажись он на месте Лилии. Схожее мнение было и у Евгения Еронина, представляющего сайт SpiderMedia.ru; в то же время у рецензента ресурса Redrumers, наоборот, главная героиня не вызвала положительных эмоций — автор рецензии отмечал шаблонность её «гиковского» поведения, что отталкивало от персонажа. Александр Талашин из «Котонавтов» похвалил авторов комикса за оригинальность, однако предостерёг, что заимствование персонажей других произведений в сюжете «Экслибриума» может вызвать обвинения в штампованности. Талашин отметил также проработанность персонажей и хороший рисунок Андеря Родина, однако как и рецензент Redrumers раскритиковал главную героиню, называя её «замкнутым и помешанным человеком, которого даже в наше время не сыскать». В целом комикс был назван хорошим, и Талашин выразил уверенность в том, что последующие выпуски станут лучше.
Не обошли стороной комикс и некоторые зарубежные обозреватели. Кэрри Макклэйн, представляющая сайт BlackNerdProblems.com, в своей рецензии на два первых выпуска положительно отнеслась к множеству отсылок на произведения поп-культуры, рисунку, интересным существам, персонажам и сеттингу «Экслибриума»; в конечном итоге первый выпуск получил 8,5 баллов из 10 возможных, а второй — 9,5. Обозреватель от сайта ComicBastards.com отметил доступность к пониманию комикса американской аудиторией. В нём нет ничего чуждого американской действительности, и если бы не одно упоминание происходящего в России действия, догадаться, что события комикса разворачиваются не в Америке трудно; негативной оценке подверглась слабая взаимосвязь между текстовым вступлением и самим сюжетом; автор противопоставил комикс «Звёздным войнам», где без вводной части происходящее становится ясным уже после первых пяти минут, тогда как в случае «Экслибриума» без вступления история будет восприниматься совершенно иначе.

### Награды
«Экслибриум» становился номинантом в категории «Лучшая оригинальная серия комиксов» ресурса ComicsBoom.net, каждый последующий год, начиная с 2014 по 2017-й. Выигрывал в номинации два года подряд (в 2014 году занял призовое место вместе с двумя другими линейками Bubble: «Иноком» и «Метеорой»), однако по итогам голосования жюри уже в 2016 году получил второе место (первое место досталось комиксу «Пантеон: Культ двуличия»). В разное время за комикс голосовали Евгений Еронин (главный редактор сайта SpiderMedia.ru), Станислав Купрянов (администратор сайта ComicsTrade.ru), Дмитрий Злотницкий (рецензент журнала «Мир фантастики»), Юрий Коломенский (автор сайта SpiderMedia.ru), Мария Крутова (автор сайта «Котонавты»), Константин Буянов (редактор сайта Geekster.ru), Даниил Попов (автор сайта ComicsBoom.net) и Максим Усенко (автор сайта ComicsBoom.net). Члены жюри пришли к общему мнению, в соответствии с которым «Экслибриум» представляет наиболее оригинальную серию от Bubble, и является показателем постепенного роста качества комиксов издательства.
| Год  | Премия              | Категория                            | Номинант     | Результат |
| ---- | ------------------- | ------------------------------------ | ------------ | --------- |
| 2014 | Премия «КомиксБума» | «Лучшая оригинальная серия комиксов» | «Экслибриум» | Победа    |
| 2015 | Премия «КомиксБума» | «Лучшая оригинальная серия комиксов» | «Экслибриум» | Победа    |
| 2016 | Премия «КомиксБума» | «Лучшая оригинальная серия комиксов» | «Экслибриум» | Номинация |

## Экранизация
19 сентября 2024 года на презентации стримингового сервиса «Кинопоиск» Bubble Studios и «Плюс Студия» объявили о создании сериала по «Экслибриуму», первый сезон которого должен выйти в 2028 году.

### Коллекционные издания
На русском языке
- Девова, Наталия. …И дверь откроется. — М.: Bubble Comics, 2015. — Т. 1 (№ 1—5). — 206 с. — (Экслибриум). — ISBN 978-5-9907068-1-1.
- Девова, Наталия. Костяной дом. — М.: Bubble Comics, 2016. — Т. 2 (№ 6—10). — 204 с. — (Экслибриум). — ISBN 978-5-9907605-1-6.
- Котков, Роман; Девова, Наталия. Меж трёх огней. — М.: Bubble Comics, 2016. — Т. 3 (№ 11—17). — 264 с. — (Экслибриум). — ISBN 978-5-9908270-5-9.
- Девова, Наталия. Соль на рану. — М.: Bubble Comics, 2017. — Т. 4 (№ 18—23). — 220 с. — (Экслибриум). — ISBN 978-5-9908710-0-7.
- Девова, Наталия. Вот дом, который…. — М.: Bubble Comics, 2017. — Т. 5 (№ 24—29). — 206 с. — (Экслибриум). — ISBN 978-5-9500084-4-3.
- Девова, Наталия. Бумажный порез. — М.: Bubble Comics, 2018. — Т. 6 (№ 30—34). — 170 с. — (Экслибриум). — ISBN 978-5-9500621-0-0.
- Булатова, Анна; Девова, Наталия. Сказочке конец. — М.: Bubble Comics, 2018. — Т. 7 (№ 35—40). — 202 с. — (Экслибриум). — ISBN 978-5-6041510-7-5.
- Девова, Наталия. Переворот. — М.: Bubble Comics, 2019. — Т. 8 (№ 41—45). — 156 с. — (Экслибриум). — ISBN 978-5-6041511-8-1.
- Девова, Наталия. Светлая полоса. — М.: Bubble Comics, 2019. — Т. 9 (№ 46—50). — 212 с. — (Экслибриум). — ISBN 978-5-6042724-3-5.

На английском языке
- Devova, Natalia. …And The Door Will Open. — Bubble Comics, 2016. — Vol. 1 (№ 1—8). — 264 p. — (Exlibrium). — ISBN 978-5-9908270-2-8.

## Комментарии
1. ↑  Исключением являются выпуски 36 и 37, над которыми работала Анна Булатова.
2. ↑  Секретная организация, занимающаяся контролем магической деятельности. Аббревиатура МЧК также встречается непосредственно в комиксе.
3. ↑  Правила книгочеев запрещают нахождение литературных героев в людском мире.